# Stephen Elliott (botaniste)
Pour les articles homonymes, voir Stephen Elliott et Elliott.
Stephen Elliott est un botaniste américain, né le 11 novembre 1771 à Beaufort, Caroline du Sud et mort le 28 mars 1830 à Charleston.

## Biographie
Il est le troisième fils de William Elliott, marchand. Orphelin de père de bonne heure, c’est son frère aîné qui se charge de son éducation. Il part à New Haven, Connecticut en décembre 1787 où il prie en charge par le juge Simeon Baldwin. Il entre à l’université Yale en février 1788. Il obtient son Bachelor of Arts en 1791. Il retourne alors en Caroline du Sud où il devient planteur.
Elliott se marie en 1796 avec Esther Habersham. Après avoir été élu quelques années à la chambre législative de la Caroline du Sud, il se consacre à sa plantation et à l’étude des sciences naturelles. En 1808, élu à nouveau, il milite pour l’établissement d’une banque d’État qui sera établi en 1812. Il en devient le premier président et s’installe à Charleston.
Là, il se consacre à de nombreuses activités tant scientifiques que culturelles. Il participe à la fondation de la Literary and Philosophical Society of South Carolina qu’il dirige de 1814 à 1830. Après avoir été élu président du Collège de l’État, qui deviendra plus tard l’université de l’État), il se consacre à la création d’une école de médecine où il enseigne la botanique de 1824 à sa mort.
Elliot entretient une correspondance suivie avec de nombreux naturalistes dont Henry Ludwig Muhlenberg (1756-1817). Il fait paraître A Skectch of the Botany of South Carolina and Georgia (1816-1824) qui contribue à la fondation de la botanique américaine. Il reçoit plusieurs doctorats honoraires des universités Yale (1819), Harvard (1822) et Columbia (1825).

## Source
- Biographie de l’Harvard University Herbaria (en anglais)